# CUS Trieste
L'ASD Centro Universitario Sportivo Trieste, più comunemente CUS Trieste, è una società polisportiva studentesca italiana, filiazione sportiva dell'Università di Trieste.
Istituita nel 1929 come GUF Trieste, fu rifondata nel 1946 e affiliata al Centro Universitario Sportivo Italiano (CUSI) alla nascita di quest'ultimo organismo nel 1947.
Tra gli atleti provenienti dal CUS Trieste che hanno rappresentato l'Italia a livello internazionale figurano il nuotatore Franco Del Campo e la giavellottista Elisabetta Marin.

## Storia
La polisportiva traccia le sue origini ai primi mesi del 1929, quando a Trieste si formò il Gruppo universitario fascista Trieste che già al debutto schierava importanti sezioni quali pallacanestro, tennis, calcio e scherma.
Pochi anni dopo giunse anche la sezione rugby, che nel 1935 iscrisse la propria squadra alla Divisione Nazionale, nome all'epoca del massimo campionato di tale disciplina.
Con la caduta del fascismo sopravvenne anche lo scioglimento dei GUF; dopo la guerra, a fine 1945 un gruppo di studenti si raggruppò nel Comitato Universitario Sportivo di Trieste sotto l'informale approvazione del rettore dell'ateneo giuliano, anche se non poté partecipare con una propria rappresentativa a una manifestazione nazionale universitaria organizzata a Pisa; Trieste decise quindi di farsi capofila di un'organizzazione nazionale unitaria di sport studenteschi, e dopo essersi costituita in C.U.S. nel 1946, fu la seconda polisportiva d'ateneo, dopo Padova, ad aderire al neonato CUSI.
La nuova polisportiva partì senza praticamente alcuna dotazione, in quanto tutto il materiale detenuto dal disciolto GUF Trieste risultava smarrito e irrintracciabile; l'esordio del gruppo avvenne ai campionati universitari maschili di Bologna nell'agosto 1947 e i nazionali assoluti femminili di Merano nel settembre successivo; a seguire, diversi atleti del CUS rappresentarono l'Italia ai giochi mondiali studenteschi (progenitori delle Universiadi) a Parigi.
Con la trasformazione del CUSI in federazione sportiva, il CUS Trieste, al pari degli altri centri sportivi universitari, è divenuto una società sportiva autonoma ad essa affiliata, e dal 2003 porta la denominazione di Associazione Sportiva Dilettantistica "Centro Universitario Sportivo Trieste - C.U.S. Trieste" con un proprio statuto.
A livello agonistico il CUS Trieste presenta, al 2025, le squadre di pallavolo maschile e femminile, pallacanestro maschile e atletica leggera femminile nelle varie competizioni organizzate dalle rispettive federazioni di riferimento; oltre alle citate discipline, organizza gare e corsi di beach volley, bowling, calcio, nuoto, scacchi e tennistavolo.
Diversi atleti cresciuti, o tesserati, per il CUS Trieste hanno gareggiato in varie competizioni internazionali: si citano, oltre ai menzionati in epigrafe Del Campo (primo nuotatore italiano a disputare, nel 1968 e 1972, due finali olimpiche) e Marin (portacolori azzurra ad Atene nel 2004), anche l'ostacolista Nicla Mosetti, argento nel 2022 ai Giochi del Mediterraneo e la velocista sammarinese Martina Pretelli, esponente della Repubblica sul Titano in varie edizioni dei campionati mondiali e alle Olimpiadi di Londra del 2012.